# サターンインディペンデント映画賞
サターンインディペンデント映画賞（サターンインディペンデントえいがしょう、Saturn Award for Best Independent Film）は、サターン賞の部門の1つ。第39回（2013年度）から設置された部門である。

## 各年の結果

### 2010年代
| 年度                 | 作品名                                            |
| -------------------- | ------------------------------------------------- |
| 2012年 (第39回)      | キラー・スナイパー                                |
| 2012年 (第39回)      | コンプライアンス 服従の心理                       |
| 2012年 (第39回)      | ヒッチコック                                      |
| 2012年 (第39回)      | ペーパーボーイ 真夏の引力                         |
| 2012年 (第39回)      | 素敵な相棒 〜フランクじいさんとロボットヘルパー〜 |
| 2012年 (第39回)      | 彼女はパートタイムトラベラー                      |
| 2012年 (第39回)      | エンド・オブ・ザ・ワールド                        |
| 2013年 (第40回)      | それでも夜は明ける                                |
| 2013年 (第40回)      | 大いなる遺産                                      |
| 2013年 (第40回)      | インサイド・ルーウィン・デイヴィス 名もなき男の歌 |
| 2013年 (第40回)      | エレン・ターナン〜ディケンズに愛された女〜        |
| 2013年 (第40回)      | ファーナス/訣別の朝                               |
| 2013年 (第40回)      | アップサイドダウン 重力の恋人                     |
| 2014年 (第41回)      | セッション                                        |
| 2014年 (第41回)      | グランドピアノ 狙われた黒鍵                       |
| 2014年 (第41回)      | アイ・オリジンズ                                  |
| 2014年 (第41回)      | アメリカン・ドリーマー 理想の代償                 |
| 2014年 (第41回)      | ザ・ワン・アイ・ラブ                              |
| 2014年 (第41回)      | ギリシャに消えた嘘                                |
| 2015年 (第42回)      | ルーム                                            |
| 2015年 (第42回)      | トマホーク ガンマンvs食人族                       |
| 2015年 (第42回)      | COP CAR/コップ・カー                              |
| 2015年 (第42回)      | アイヒマンの後継者 ミルグラム博士の恐るべき告発   |
| 2015年 (第42回)      | ドリーム ホーム 99%を操る男たち                   |
| 2015年 (第42回)      | トランボ ハリウッドに最も嫌われた男               |
| 2016年 (第43回)      | ラ・ラ・ランド                                    |
| 2016年 (第43回)      | アイ・イン・ザ・スカイ 世界一安全な戦場           |
| 2016年 (第43回)      | ハント・フォー・ザ・ワイルダーピープル            |
| 2016年 (第43回)      | LION/ライオン 〜25年目のただいま〜                |
| 2016年 (第43回)      | 招かれざる隣人                                    |
| 2016年 (第43回)      | 手紙は憶えている                                  |
| 2017年 (第44回)      | ワンダー 君は太陽                                 |
| 2017年 (第44回)      | アイ,トーニャ 史上最大のスキャンダル              |
| 2017年 (第44回)      | LBJ ケネディの意志を継いだ男                      |
| 2017年 (第44回)      | ラッキー                                          |
| 2017年 (第44回)      | ワンダー・ウーマンとマーストン教授の秘密          |
| 2017年 (第44回)      | ぼくらと、ぼくらの闇                              |
| 2017年 (第44回)      | ワンダーストラック                                |
| 2018年 (第45回)      | マンディ 地獄のロード・ウォリアー                 |
| 2018年 (第45回)      | アメリカン・アニマルズ                            |
| 2018年 (第45回)      | アナと世界の終わり                                |
| 2018年 (第45回)      | ヒトラーを殺し、その後ビッグフットを殺した男      |
| 2018年 (第45回)      | オフィーリア                                      |
| 2018年 (第45回)      | サマー・オブ・84                                  |
| 2018年 (第45回)      | 明日の恋の見つけかた                              |
| 2019/2020年 (第46回) | Encounter                                         |
| 2019/2020年 (第46回) | アンストッパブル                                  |
| 2019/2020年 (第46回) | イントゥ・ザ・スカイ 気球で未来を変えたふたり     |
| 2019/2020年 (第46回) | カラー・アウト・オブ・スペース -遭遇-             |
| 2019/2020年 (第46回) | FREAKS フリークス 能力者たち                      |
| 2019/2020年 (第46回) | パーム・スプリングス                              |
| 2019/2020年 (第46回) | ポゼッサー                                        |

### 2020年代
| 年度                     | 作品名                               |
| ------------------------ | ------------------------------------ |
| 2021/2022年 (50周年記念) | デュアル                             |
| 2021/2022年 (50周年記念) | アリス                               |
| 2021/2022年 (50周年記念) | ドリーム・ホース                     |
| 2021/2022年 (50周年記念) | Gold                                 |
| 2021/2022年 (50周年記念) | 対峙                                 |
| 2021/2022年 (50周年記念) | Watcher                              |
| 2022/2023年 (第51回)     | Pearl パール                         |
| 2022/2023年 (第51回)     | Aporia                               |
| 2022/2023年 (第51回)     | Fall                                 |
| 2022/2023年 (第51回)     | Brooklyn 45                          |
| 2022/2023年 (第51回)     | Jules                                |
| 2022/2023年 (第51回)     | The Tutor                            |
| 2023/2024年 (第52回)     | 悪魔と夜ふかし                       |
| 2023/2024年 (第52回)     | ドリーム・シナリオ                   |
| 2023/2024年 (第52回)     | MaXXXine                             |
| 2023/2024年 (第52回)     | サブスタンス                         |
| 2023/2024年 (第52回)     | テルマがゆく! 93歳のやさしいリベンジ |
| 2023/2024年 (第52回)     | The Thicket                          |